# Yārem Tappeh
Yārem Tappeh (persiska: يارم تپه) är en ort i Iran.   Den ligger i provinsen Golestan, i den norra delen av landet, 400 km nordost om huvudstaden Teheran. Yārem Tappeh ligger 121 meter över havet och antalet invånare är 650.
Terrängen runt Yārem Tappeh är platt, och sluttar söderut. Runt Yārem Tappeh är det ganska glesbefolkat, med 48 invånare per kvadratkilometer. Närmaste större samhälle är Kalāleh, 12,1 km sydost om Yārem Tappeh. Trakten runt Yārem Tappeh består till största delen av jordbruksmark.